# Přeštice (nádraží)
Přeštice (dříve německy Pschestitz) jsou železniční stanice v západní části města Přeštice v okrese Plzeň-jih v Plzeňském kraji nedaleko řeky Úhlavy. Leží na jednokolejné trati Plzeň – Klatovy elektrizované soustavou 25 kV, 50 Hz AC. Asi 150 metrů západně od stanice je umístěno městské autobusové nádraží. V severní části města se dále nachází železniční zastávka Přeštice zastávka.

## Historie
Stanice byla vybudována jakožto součást Plzeňsko-březenské dráhy (EPPK/PBD) spojující Duchcov, Plzeň a Nýrsko, budova byla postavena podle typizovaného stavebního návrhu drážních budov společnosti. 20. září 1876 byl s místním nádražím uveden do provozu celý nový úsek trasy z provizorního nádraží (později Plzeň zastávka) do Nýrska, kudy bylo možno od roku 1877 pokračovat po železnici přes hraniční přechod Železná Ruda-Alžbětín do Bavorska. Trať byla také toho roku zaústěna do kolejiště plzeňského nádraží.
Po zestátnění EPPK v roce 1884 pak obsluhovala stanici jedna společnost, Císařsko-královské státní dráhy (kkStB), po roce 1918 pak správu přebraly Československé státní dráhy.

## Popis
Nachází se zde tři jednostranná nekrytá nástupiště, jedno nástupiště je vnější přímo u budovy, k příchodu na ostatní nástupiště slouží přechod přes koleje.